# Domícia Lépida, a Velha
Domícia Lépida (em latim: Domitia Lepida Major; c. 19 a.C. — junho de 59), dita a Velha ou Maior, foi a filha mais velha de Antónia, a Velha  e Lúcio Domício Enobarbo (cônsul em 16 a.C.).

## História
Sua mãe, Antónia, era filha de Marco António e Octávia.
Outro filho de Antónia e Lúcio foi Cneu Domício Enobarbo, o pai do imperador Nero.
Cerca de 5 a.C., casou-se com o cônsul e depois senador Décimo Hatério Agripa, enviuvando em 32. Seu filho Quinto Hatério Antonino seria cônsul em 53.
Em 33 contraiu novas núpcias com o rico orador Caio Salústio Crispo Passieno, descendente do célebre historiador Salústio.
Em 41, foi forçada a divorciar-se, para que Passieno pudesse se casar com a sobrinha do imperador Cláudio, Agripina, a Jovem, que voltara recentemente do exílio e enviuvara no ano anterior.
Segundo Suetônio, Nero assassinou Domícia após haver assassinado a própria mãe; Domícia estava sofrendo de uma grave constipação, recebeu a visita de Nero e, pegando em sua barba, comentou que, assim que recebesse a barba, morreria feliz. A primeira vez que um romano fazia a barba era considerado um ato simbólico, e normalmente era feito aos vinte e um anos. Nero, então, disse que faria logo a barba, e ordenou aos médicos que dessem uma overdose do remédio, se apossando dos bens da sua tia antes mesmo que seu corpo tivesse esfriado.